# Torrelapaja
Torrelapaja là một đô thị ở tỉnh Zaragoza, Aragon, Tây Ban Nha. Theo điều tra dân số 2004 của Viện thống kê Tây Ban Nha (INE), đô thị này có dân số là 40 người. Diện tích đô thị này là 15 ki-lô-mét vuông. Đô thị này nằm ở độ cao 1004 m trên mực nước biển, cách thủ phủ 124 km.